# Helianthemum arcticum
Helianthemum arcticum är en solvändeväxtart som först beskrevs av Wilhelm Carl Heinrich Grosser, och fick sitt nu gällande namn av Erwin Emil Alfred Janchen. Helianthemum arcticum ingår i släktet solvändor, och familjen solvändeväxter. Inga underarter finns listade i Catalogue of Life.